# Andrena knuthiana
Andrena knuthiana là một loài Hymenoptera trong họ Andrenidae. Loài này được Cockerell mô tả khoa học năm 1901. Chúng hiện sinh sống chủ yếu ở Bắc Mỹ.